# Georges Braque
Georges Braque (Argenteuil, 1882. május 13. – Párizs, 1963. augusztus 31.) francia festő és szobrászművész. Picassóval együtt rakták le a kubizmus alapjait.

## Családi háttere
Apja szobafestő volt, csakúgy, mint nagyapja és a családi vállalatban dolgozott, de magasabbra törő becsvágyak is fűthették, mert vasárnaponként festett tájképei olykor a Salon kiállításain is helyet kaptak.
1890-ben családja Le Havre-ba költözött, Braque itt járt középiskolába és külön rajzórákon vett részt. 1899-ben otthagyta középiskolát, s munkát kapott apja műhelyében. Ez a munka azonban nem elégítette ki, folytatta a tanulást esti tanfolyamon, és olyan szobafestőknél keresett alkalmazást, akik magasabb szintű belső díszítést is vállaltak.
Indulása, művésszé fejlődése nem a kitörő és eget kérő lángelme regényes vagy látványos indulása volt, hanem józan és észszerű lépései egy olyan szobafestősegédnek, aki sorsából emelkedni akart, jóllehet minden oka megvolt arra, hogy az ipari foglalkozás nyújtotta előnyöket kamatoztassa, s ne kísérletezzék a bizonytalan jövővel.
A művész édesanyja (1900-02) c. és más reánk maradt korai arcképkísérletei semmivel sem tűntek ki. A megcélzott hasonlóság biztosan elért foka mellett az ecsetmunka kezdetleges, a kényesebb részek elnagyoltak s a színek sötétek, az akadémizmus szabályai szerint hangoltak. Festőjük e képekkel csakis az ábrázoltak elismerését akarta elnyerni, s e szűk családi kör elismerésből talán biztatást a továbbtanulásra.

## Fauve korszaka
Braque 1906-ban fauve tájképeket festett Antwerpenben. De Braque festészete tartózkodó maradt a tiszta színek iránt. Egyedül a L’Estaque-ban fölfedezett mediterrán táj tudta felélénkíteni palettáját. Amikor 1907-ben hat képet kiállított a Függetlenek Szalonján, valamennyi elkelt. A sikeren felbuzdulva még egy ideig folytatta a hasonló képek elkészítését. 1907-ben Braque látta Paul Cezanne kiállítását az Őszi Szalonon, s ez új irányt szabott művészetének. Ezen a kiállításon ismerkedett meg Apollinaire-rel a költővel, aki bemutatta Picassónak. Alig két évvel később Braque elszakad a fauvizmustól, amelynek jegyében mintegy 20 képet festett, s amit ezzel teljesen kiaknázott. Amikor 1908-ban L’Estaque-ban dolgozott, már geometriai formákból komponált. A kubizmus útjára tért.

## Híres alkotásai a fauve korszakából
- Az anvers-i kikötő (1906)
- Bárkák Collioure-ben (1906)
- L’Estaque-i kikötő (1906)
- L’Estaque (1906)
- Kis bárkák Ciotat-ban (1907)

## Kubista korszaka
1907-ben megismerkedett Pablo Picassóval. A kubizmus művészetének fejlődése bizonyítottan kettejük párhuzamos, bár korántsem vérrokon törekvéseiből indult útjára. Melyikük volt a kezdeményező, még ma is alig eldönthető. Ha megállapítjuk is az Avignoni kisasszonyok időelőnyét, s ha elismerjük, hogy Braque a maga Nagy álló aktját az előbbi kép szellemi sugárzásában festette, még nem döntöttük el a kérdést. Az Avignoni kisasszonyok ugyanis korántsem kubista kép.
Nagy álló akt (1907) Kezdetben ő is kritizálta Picasso Avignoni kisasszonyok c. képét, majd hatással volt rá. A homályos téri elemek Picasso hatását jelzik, ha elfektetjük, akkor egy sokkal biztosabb kompozíciót kapunk. Braque-nál is nagy szerepe volt a hagyománynak, az elfektetett kép Giorgione Drezdai Vénusz c. képét idézi. Ez sem kubista kép, legföljebb annyival lépett előbbre, hogy lemondott a többalakos képszerkezet térkitöltő, figyelmet megosztó, az újítások és a hagyomány közötti szakadékot áthidaló szerepéről, s formai kihívását, mint valami felkiáltójelet, egyetlen alakon tárta a közönség elé.
Ámde Braque jóval tovább lépett a Nagy álló aktnál és továbbhaladása Picassótól függetlenül önálló irányt vett. Mondhatnánk azt is, hogy e független lépések eredményeivel csakhamar visszahatott Picassóra is, akinek hatása így csak rövid kölcsönnek bizonyult. Braque ugyanis 1908-ban (a maga bevallása szerint) fölfedezte és átélte Cezanne művészetét, teremtő elveit, sőt (erről maga nem nyilatkozik) megismerte ama híres levelét is a természeti elemek geometriai elemekké való átértékeléséről, ennek lehetőségről és szükségességéről.
A Fauve csoporttól való elfordulásra tulajdonképpen ez késztette. Ez ébresztette arra, hogy a fauvizmus nem más, mint a személyiség akaratos maga-kitombolása a természet jelenségein. Erőszaktétel az örök törvényességeken. Cézanne törekvései és eredményei ugyanakkor – ezeknek az örök érvényességeknek a feltárása. Törvényalkotás, szentesítés, megtartás és megtartatás. A legfelsőbb rendű cselekvések sorozata. Erőit és képességeit Braque tehát erre fordította.
1908-09-ben tájképeket fest új módszerével. Új móddal nézve, eladdig sohasem létezett elemekből, eladdig sohasem alkalmazott rendszerrel megszerkesztve. Új magatartásában első változás a színvilág fegyelmezése volt. Alig néhány földfestéket tűrt meg palettáján, néhány barna és zöld színt, de ezeket sem engedte tiszta ragyogásukban érvényesülni. Hatásukat tompította, keverte, megtörte. Annál hangsúlyosabbá vált képein a rajzi szerkesztés, a motívumok térbeli elhelyezkedése, sajátosan plasztikus kiterjedése. Mivel pedig a motívumokat a cézanne-i elvek szerint térmértani formákká szűkítette, egyszerűsítette, ebben az évkörben készült képei egyben a szemléleti látszatnak különleges válfajává váltak. A képek többlete s fényben van. A fény, amely ott bujkál a képeknek minden legkisebb részletében. Nem kívülről vetett, természetes vagy mesterséges fényforrás, hanem a tárgyakból és részeikből kelő belső fény, amely csakis az elemek plasztikáját, egymáshoz való térbeli viszonyukat rendezi, tisztázza, magyarázza.
*L’Estaque-i híd: (1908)
*L’Estaque-i táj: (1908) Ez az analitikus kubizmus előzménye.
*Erdei táj: (1908) Sok rokon vonást mutat Cézanne-al. Nincsenek zárt vonalak, kerüli a kifejezését, az átlós mélységérzetet. A különböző síkokat összekapcsolja úgy, hogy a tér kétdimenziós legyen. Cézanne-nál azért még nagy szerepe van a fénynek. Cézanne-nál sincs perspektivikus utalás. Cézanne-nál a vonala még keresőek, meditatívok, Braque-nál erős agresszív vonalak vannak.
*A régi kastély La Roche-Guyon-ból: (1909)
*Házak: (1909)
Braque, miután visszautasították képeit a Függetlenek Szalonjából (a bírálóbizottságban Matisse is benne volt) Kahnweiler helységében állított ki. A sajtóbírálatok között Louis Vauxcelles két ízben is leszólta a képeket, amelyet a „kubista bizarrságok”-nak bélyegzett meg. Ekkor és így Braque kiállított képeinek kapcsán született meg tehát a XX. század eleje legjelentősebb művészeti irányzatának, a kubizmusnak előbb csak a gúnyneve, amely azonban később irodalmi és hivatalos elnevezéssé vált.
Braque rájött, hogy bizonyos tárgyak testisége, térbelisége annyira köztudott, annyira belerögződött az emberek szemléletébe, hogy elég egyik oldalukat (ortogonális síkábrázolásukat), olykor csak körvonalaikat megmutatni ahhoz, hogy a tudatban a tárgy egész testisége, kiterjedése és tömege megjelenjék. Ilyen tárgyak például a gyógyszeres és gyufás dobozok, könyvek, pipák s más közkézen forgó készítmények, de főképpen egyes hangszerek.
*Csendélet zeneszerszámokkal: (1908) Ezen az alkotáson jelent meg elsőnek a kubisták kompozícióin később oly sűrűn szerephez jutó mandolin, ezen a klarinét, a tengerész-harmonika, a könyv és a nyitott kottafüzet.
*Gitár és gyümölcsöstál: (1909)
Egy ideig Braque nem tett mást, csak ezeket a kísérleteket és eredményeket váltogatta képein, s úgy tűnik Picasso a kubista fejlődésének szintén ezeken a fokain járt. Ám vannak alapvető különbségek Braque és Picasso festészetében: Picasso képei sokszor érzelemmel telítettek, Braque művészete nem ismeri és nem ismeri el a művész érzelmi világának az alkotásba való beáradását. Festményei az optikai megfigyelésen túl rendkívüli művi ismeretek, értelmi kigondolások, szinte számítások árán keletkeznek. A parnasszista költők módjára hűvös, ellenőrzött képzelettel dolgozott. Emiatt tárgyköre is szűkebb.
Picasso és Braque termékeny kölcsönhatása 1914-ig, az első világháborúig zavartalan maradt. Sokan Picassónak tulajdonítanak elsőbbséget, mégis vannak olyan bizonyságok is amelyek Braque-nak sugalló, példamutató szereplését valószínűsítik. Ilyen mozzanat a márványt, követ és egyéb fal- és faanyagokat utánzó (tehát díszítőfestő jellegű) technikai részletek megjelenése a képeken. Ilyen, hogy különböző anyagok (főképpen újság- és egyéb papírlapok, furnér és textildarabok) természetben való felragasztása kétségtelenül Braque képein mutatható ki először. Ilyen továbbá Braque-nak az a kezdeménye is, hogy szavakká formálva vagy jelentés nélküli elszórtsággal betűk és számok tűnnek fel egyes képelemeken.
Picasso-t egy-egy tárgy, egy-egy kísérlet csak egy vagy csak néhány esetben érdekelte, s befejeztével rögtön továbblépett. Érdeklődésének humanista oldalai tekintetét szélesebb körben jártatták, s szempontjait különböző magasságokba rendezték.
Braque már ekkor megfogalmazta a maga számára, s képeinek indoklásul, hogy a kép nem közvetít tovább a festő, a természet és az emberek között. A kép egyetlen festői tett. Humán tartalma (ha van ilyen) csak a festőé. Nézőire való hatása éppen személytelen tárgyiasságában van. Éppen emiatt a festő sohasem azt és úgy festi, amit és ahogyan akar, hanem amit és főképpen ahogyan tud. Legfontosabb tehát a szabály, amely az indulatokat igazgatja. Elveinek megfelelve hosszabb ideig is kitart egy-egy kísérlet mellett.
* Fiatal lány mandolinnal: (1910) A tojásdad alapforma is visszatérő probléma. Vízszintes osztásokkal dolgozik.
* Vizeskancsó és hegedű: (1910) A forma felbontása és ritmusa is visszatérő probléma. Háromszögű és függőleges hasábokkal dolgozik.
* A Sacré-Cœur: (1910) Némely festményén visszaidézi a L’Estaque-i belső fények alkalmazásának gyakorlatát.
* Furulya és harmonika: (1911)
* Csendélet: (1911)
* Az asztal: (1912)
* Az asztal pipával: (1912)
* Gyümölcsöstál, pohár és üveg: (1912)
A látvánnyal való kapcsolata mindig erős és eleven maradt. De sohasem azonosította a művészi
Mivel a látott természeti formáknak mértani formákra egyszerűsített elemzése, szétszórása és fogalmi alapon való újjárendezése veszendőnek hagyta az ábrázolás realista együtthatóit, olyan eszközökre és anyagokra volt szüksége, amelyeknek nyers-brutális valóságértékei átáradnak az alkotás egészére. Ezért fest képeire gyakran a tárgy által nem indokolt nyomtatott nagybetűket és olykor számokat.
További lépése volt, hogy képének egyes elemeit érzékcsaló anyagszerűséggel festette meg. Műmárvány felületek, megdöbbentően anyaghű farészek jelentek meg a képeken, s ettől már csak egy lépés – mégpedig nagyon észszerű, nagyon indokolható lépés –, hogy a képfelületre a kívánt anyagnak megfelelő módon kiszabott részeit ragasztotta fel. Újságkivágás, könyvborítók, kottafedelek, furnírdarabkák, textilanyagok, sőt szögek s más fémszármazékok, lapok, reszelék töltötte ki a kompozíciók felületének legnagyobb részét, amelyeken az ecsetnek és festéknek egyre kevesebb szerepe akadt.
* Kártya: (1913)
* Hegedű és klarinét: (1913)
* A mandolin: (1914)
* Pipa és pohár : (1914)
* Gitár: (1914)
* Rumosüveg: (1914)
1912 után meglazulnak kapcsolatai Picassóval. 1914-ben bevonult katonának, majd fejsérülése miatt felmentették. 1916-ban újra festeni kezdett. Még mindig a kubista szerkesztés serkentette képzeletét, de a formaelemzést korántsem aprózta a korábbi mintára, s a mögöttes tér képzésének feladatait nem a nehézség és bravúr felé fokozta, hanem inkább dekoratív egyszerűsítéssel kerülte meg. Képeinek látványa ekkor egymásra ragasztott széles lemezek színes együttesének képzetét kelti. Az egye lemezmezők síkmértani formák változataiból alakulnak. Határvonalaikat párhuzamos vagy összetartó egyenesekkel s a szükséghez mért elemi görbékkel szabja ki a művész. Tárgyválasztása egyelőre még mindig a korábban jól bevált zenész és hangszer körre esett.
* Nő mandolinnal: (1917)
* Pohár, pipa és újság: (1917)
* Pohár és kör ász: (1918)
* Csendélet kör ásszal: (1918)
1919-ben kitört a szűk határok közül. Képeinek új arculatát a szokatlan alapformákkal toldja meg és jellemzi, ugyanakkor pedig nagy gondja van arra, hogy az egyes részeket a valóságerő fokozására aprólékosan kimintázza. Sőt ugyanebből az okból a homok-alaphoz is visszanyúlt, de a papír és más anyagok ragasztását 1917 után végképp kiiktatta eszközei közül. Érzékei újra felébrednek a dolgok, a tárgyak testisége, a harmadik kiterjedés iránt. Tárgykeresése szélesebb ívűvé vált. Nemcsak a tárgyak kapcsolódásának észszerű rendjét érzékelteti képein (asztal és a rajta heverő alkatelemek), hanem a tárgyakat körülvevő belső tér is életre kelt lassan, alig észrevehető vonalas távlatelemek révén.
*Csendélet asztallal: (1918) Egyre erősebb a színek izzása, a körvonalak is lassan feloldódnak.
*Café-Bar: (1919)
*Csendélet polkakottával: (1920)
*Zsemle: (1920)
*Gitár és pohár: (1921)
*Kanéfórák: (1922-26) A képekből több készült. Ülő, ruhátlan nőalakok rajzai és képei, amelyek egyben Braque költészetének legőszintébb és legmegragadóbb példái. Ezek a képek föltétlen és tökéletes hódolatát fejezik ki a klasszikus szépségeszmény előtt, és tudatos, kívánt visszakapcsolódást a hagyomány világába, amelynek értékeit immár okoskodás nélkül elfogadja.
A kubista kezdet, a kubista múlt, a gondolt látható és a tapintható térszerkezet továbbra is ott rejlett új festményeinek rendjében is. A valószerűség érzetének nyers felszólításai (tárgyak, betűk, anyagok) továbbra sem sikkadtak el alkotó kellékeinek tárából, de lassan-lassan helyet adtak a látszatnak is, a képszerkesztés klasszikus hagyományokra támaszkodó módszereinek.
* Kandalló csendéletek: (1922-27) Sorozatot készít belőle.
* Üvegpalack, citrom és gyümölcsöstál: (1928) Palettáján a színek világosabbakká váltak és számuk is megszaporodott, ennek megfelelve megjelennek csendéletein s virágok és rikítóbb gyümölcsök.
* A fekete rózsa: (1927)
* A kerek asztal: (1929) A látszattér képzése már a fő elem. Járulék csak a kubista emlékezés fölülnézete, átmetszése, átláttatása, dekoratív és térérzést keltő mértani idomkivágása.
* Csendélet napilappal (Le Jour): (1929)
* Strand Dieppe-ben: (1929) Műtermi munkássága mellett nyaranként újból felkereste a tengerpartot, és tengerparti látványemlék-képek születtek.
* Bárkák a parti fövenyen: (1929)
* Étretat: (1930)
* Nagy barna csendélet: (1932) Szokásává vált, hogy csendéletein az élénk színek között egynek uralkodó szerepet juttasson. A csendélet valósággal a szenvedélye lett.
* Csendélet vörös terítőn: (1933)
* Sárga terítő: (1935)
* Kenyér, osztriga és üvegpalack: (1937)
* A reggeli: (1941)
Az 1930-as években egyre jobban visszavonult műtermébe és következetesen önmagához és eddigi fejlődésének irányvonalához, a csendéletek köré lassan a műterem belső terét is hozzáépítette. Sőt a műterembelsők légköre az emberalakot is magába követelte. A puszta látvány s az abból elszűrődő formai és színspekuláció helyet adott a cselekvés ábrázolásának, s ilyenformán Braque-nak eddig kizárólag formai szerkesztő művészetében megjelent a képbe sűrített gondolati tartalom, a hozza kapcsolható gondolattársítás lehetőségeivel együtt. Ezekbe a képekbe összetömörítette fejlődésének minden addigi eredményét.
* Nő a festőállvány előtt: (1936)
* Műterem koponyával: (1938)
* A duó: (1937)
* Nő palettával: (1942)
* A kártyavetőnő: (1942)
* Férfi gitárral: (1942-61)
* Férfi festőállványnál: (1942)
Végül megjelent képzeletének utolsó izgatója: a madár. Az ezüstökben fürdő mély kék szín és a nyugvó, libbenő, nyílként surranó madár foglalkoztatta szinte utolsó napjáig.
*Szárnycsapás: (1955)
*Műterem VIII: (1952-55)
*Galamb Paulownia-ban: (1956-62)
*Fekete és fehér galamb: (1960)
*Galamb a levegőben: (1961)